# Carnegie Institute of Technology
Il Carnegie Institute of Technology fu fondato nel 1900 da  Andrew Carnegie come Carnegie Technical Schools.
Il suo intento era che diventasse la prima scuola tecnica di  Pittsburgh (Pennsylvania-USA) per i bambini dei minatori.
Nel 1967 si unisce alla  Mellon Institute of Industrial Research e diventano Carnegie Mellon University, il cui nome è usato ancora oggi.